# 850 v.Chr.
Het jaar 850 v.Chr. is een jaartal volgens de christelijke jaartelling.

## Gebeurtenissen

### Egypte
- Koning Takelot II - de vijfde farao van de 22e dynastie van Egypte - bestijgt de troon.
- In Opper-Egypte is Nimlot hogepriester van Amon en benoemd Ptahwedjanhkef tot gouverneur van Heracleopolis.
- Takelot II treedt in het huwelijk met Karoma Merymut II, een dochter van Nimlot.

### Griekenland
- Op het Griekse vasteland ontstaan de eerste onafhankelijke stadstaten.
- De landbouw van cultuurgewassen, koren, druiven en olijven nemen toe.
- Homerus schrijft zijn epische gedichten de Ilias en Odyssee.

### Italië
- De Etrusken (Etruriërs), die van Klein-Azië zijn binnengekomen, vestigen zich in Toscane.

### Palestina
- Koning Achab sneuvelt in een grensconflict tegen het koninkrijk Juda.
- Koningin-moeder Izebel en coregent Ahazia heersen over het koninkrijk Israël.

### Zuid-Amerika
- Rond deze tijd wordt op de Andeshoogvlakte in het noorden van het huidige Peru, het ceremoniële centrum van Chavin de Huantar gebouwd. Het is een U-vormige tempel met ronde binnenplaats. Dit zijn de eerste kentekenen van een georganiseerde maatschappij in het Zuid-Amerikaanse gebied.

## Overleden
- Achab, koning van Israël
- Osorkon II, farao van Egypte